# Район Асао
35°36′14″ пн. ш. 139°30′21″ сх. д. / 35.60389° пн. ш. 139.50583° сх. д.
Райо́н Аса́о (яп. 麻生区, あさおく, МФА: [asa.o ku̥], «Прядильний район») — район міста Кавасакі префектури Канаґава в Японії. Станом на 1 квітня 2009 площа району становила 23,28 км². Станом на 1 липня 2011 населення району становило 170 804 осіб.